# كأس العالم للسيدات 2023 المجموعة السادسة
أقيمت مباريات المجموعة السادسة من نهائيات كأس العالم 2023 ما بين 23 يوليو إلى 2 أغسطس 2023. ضمت المجموعة كلًّا من فرنسا وجامايكا والبرازيل وبنما، وتأهل متصدرا الترتيب فرنسا وجامايكا إلى دور الـ16.

## المنتخبات
| الترتيب | فريق     | وعاء | اتحاد      | طريقة التأهل                                              | تاريخ التأهل   | المشاركة | آخر ظهور | أفضل نتيجة           | تصنيفات الفيفا | تصنيفات الفيفا |
| الترتيب | فريق     | وعاء | اتحاد      | طريقة التأهل                                              | تاريخ التأهل   | المشاركة | آخر ظهور | أفضل نتيجة           | أكتوبر 2022    | يونيو 2023     |
| ------- | -------- | ---- | ---------- | --------------------------------------------------------- | -------------- | -------- | -------- | -------------------- | -------------- | -------------- |
| 1       | فرنسا    | 1    | الأوروبي   | الفائز في تصفيات أوروبا المجموعة الثامنة                  | 12 أبريل 2022  | 5        | 2019     | المركز الرابع (2011) | 5              | 5              |
| 2       | جامايكا  | 3    | الكونكاكاف | المركز الثالث في بطولة الكونكاكاف 2022                    | 11 يوليو 2022  | 2        | 2019     | دور المجموعات (2019) | 43             | 43             |
| 3       | البرازيل | 2    | الكونميبول | بطل كوبا أمريكا 2022                                      | 26 يوليو 2022  | 9        | 2019     | الوصيف (2007)        | 9              | 8              |
| 4       | بنما     | 4    | الكونكاكاف | الفائز بالمجموعة الثالثة في مباراة فاصلة بين الكونفدرالية | 23 فبراير 2023 | 1        | -        | أول مرة              | 57             | 52             |

## الترتيب
| م | الفريق   | لعب | ف | ت | خ | أ.له | أ.ع | أ.ف | نقاط | التأهل                      |
| - | -------- | --- | - | - | - | ---- | --- | --- | ---- | --------------------------- |
| 1 | فرنسا    | 3   | 2 | 1 | 0 | 8    | 4   | +4  | 7    | تأهل إلى مرحلة خروج المغلوب |
| 2 | جامايكا  | 3   | 1 | 2 | 0 | 1    | 0   | +1  | 5    | تأهل إلى مرحلة خروج المغلوب |
| 3 | البرازيل | 3   | 1 | 1 | 1 | 5    | 2   | +3  | 4    |                             |
| 4 | بنما     | 3   | 0 | 0 | 3 | 3    | 11  | −8  | 0    |                             |

في دور الـ16 :
- يواجعه الفائز في المجموعة السادسة، فرنسا،وصيف المجموعة الثامنة، المغرب.
- يواجه وصيف المجموعة السادسة، جامايكا، الفائز في المجموعة الثامنة، كولومبيا.

## المباريات
جميع الأوقات المذكورة محلية.

### فرنسا ضد جامايكا
| فرنسا | 0–0   | جامايكا |
| ----- | ----- | ------- |
|       | تقرير |         |

| فرنسا | جامايكا |

### البرازيل ضد بنما
| البرازيل                                        | 4–0   | بنما |
| ----------------------------------------------- | ----- | ---- |
| - آري بورخيس ‏ 19'، 39'، 70' - بيا زانيراتو ‏ 48' | تقرير |      |

| البرازيل | بنما |

### فرنسا ضد البرازيل
| فرنسا                     | 2–1   | البرازيل    |
| ------------------------- | ----- | ----------- |
| - لي سومر 17' - رينار 83' | تقرير | ديبينيا 58' |

| فرنسا | البرازيل |

### بنما ضد جامايكا
| بنما | 0–1   | جامايكا       |
| ---- | ----- | ------------- |
|      | تقرير | أ. سوابي ‏ 56' |

| بنما | جامايكا |

### بنما ضد فرنسا
| بنما                                           | 3–6   | فرنسا                                                                             |
| ---------------------------------------------- | ----- | --------------------------------------------------------------------------------- |
| - كوكس 2' - بينزون 64' (ر.ج) - لينث سيدينو 87' | تقرير | - لاكرار 21' - دياني 28'، 37' (ر.ج)، 52' (ر.ج) - ليا لو غاريك 45+5' - بيشو 90+10' |

| بنما | فرنسا |

### جامايكا ضد البرازيل
| جامايكا | 0–0   | البرازيل |
| ------- | ----- | -------- |
|         | تقرير |          |

| جامايكا | البرازيل |

## نظام اللعب النظيف
يستخدم نقاط اللعب النظيف ككسر فاصل إذا تعادلت الأرقام الإجمالية والسجلات المباشرة للفرق، يتم احتسابها بناءً على البطاقات الصفراء والحمراء المستلمة في جميع مباريات المجموعة على النحو التالي:
- أول بطاقة صفراء: ناقص 1 نقطة.
- البطاقة الحمراء غير المباشرة (البطاقة الصفراء الثانية): ناقص 3 نقاط.
- البطاقة الحمراء المباشرة: ناقص 4 نقاط.
- البطاقة الصفراء والبطاقة الحمراء المباشرة: ناقص 5 نقاط.

| المنتخب  | المباراة 1 | المباراة 1                    | المباراة 1 | المباراة 1             | المباراة 2 | المباراة 2                    | المباراة 2 | المباراة 2             | المباراة 3 | المباراة 3                    | المباراة 3 | المباراة 3             | النقاط |
| المنتخب  | أنذر       | Yellow card · Yellow-red card | Red card   | Yellow card · Red card | أنذر       | Yellow card · Yellow-red card | Red card   | Yellow card · Red card | أنذر       | Yellow card · Yellow-red card | Red card   | Yellow card · Red card | النقاط |
| -------- | ---------- | ----------------------------- | ---------- | ---------------------- | ---------- | ----------------------------- | ---------- | ---------------------- | ---------- | ----------------------------- | ---------- | ---------------------- | ------ |
| البرازيل |            |                               |            |                        | 1          |                               |            |                        |            |                               |            |                        | −1     |
| بنما     |            |                               |            |                        | 2          |                               |            |                        | 1          |                               |            |                        | −3     |
| فرنسا    | 1          |                               |            |                        | 3          |                               |            |                        |            |                               |            |                        | −4     |
| جامايكا  | 1          | 1                             |            |                        | 1          |                               |            |                        | 1          |                               |            |                        | −6     |